# Pompilus
Pompilus is een geslacht van insecten uit de familie der Pompilidae (spinnendoders).

## Kenmerken
Deze solitaire insecten hebben een donker lichaam met gele vlekken op het achterlijf. Het mannetje heeft zichtbare genitaliën. De vleugels zijn geelbruin.

## Verspreiding en leefgebied
Dit geslacht komt voor in warmere gebieden op zandgronden.

## Soorten
Het genus bevat de volgende soorten:

- Pompilus abdominalis (Fabricius, 1775)
- Pompilus admirabilis (Christ, 1791)
- Pompilus adustus Taschenberg, 1869
- Pompilus aedilis Cameron
- Pompilus aestivus Smith, 1855
- Pompilus agenioides Taschenberg, 1869
- Pompilus albocaudatus Dalla Torre, 1897
- Pompilus alcacus Cameron, 1902
- Pompilus alpinus Kohl
- Pompilus alticolus Cameron, 1893
- Pompilus analis Lepeletier, 1845
- Pompilus anceps Smith, 1862
- Pompilus angularis (Banks, 1910)
- Pompilus angusticeps Fox, 1897
- Pompilus anomalopterus Cameron, 1910
- Pompilus anomalus (Dreisbach, 1950)
- Pompilus anthracinus Taschenberg, 1880
- Pompilus antonius Nurse, 1903
- Pompilus apicatus Provancher, 1882
- Pompilus arctus Cresson, 1865
- Pompilus arduus Erichson, 1841
- Pompilus arechavaletai Brèthes, 1911
- Pompilus argentifrons Dalla Torre, 1897
- Pompilus arrestus Nurse, 1902
- Pompilus arrogans Tournier, 1890
- Pompilus ater Brullé, 1840
- Pompilus atrocissimus Dalla Torre, 1897
- Pompilus audax Westwood, 1842
- Pompilus auratus (Fabricius, 1793)
- Pompilus autumnalis Holmberg, 1881
- Pompilus barbarus Holmberg, 1881
- Pompilus basalis Schenck, 1857
- Pompilus basilaris Matsumura, 1912
- Pompilus belardoo Evans, 1972
- Pompilus bicolorifer (Walker, 1871)
- Pompilus bilineatus (Arnold, 1937)
- Pompilus bilunatus Haliday, 1836
- Pompilus bimaculatus Schenck, 1861
- Pompilus binotatus Radoszkowski, 1888
- Pompilus bipunctatus Vander Linden, 1827
- Pompilus bituberculatus Guérin, 1830
- Pompilus borealis Westerlund, 1896
- Pompilus botswana Day, 1981
- Pompilus brunnipalplis Cameron, 1910
- Pompilus caccineus Fabricius, 1804
- Pompilus cadmius Saussure, 1891
- Pompilus caliginosus Fox, 1897
- Pompilus campbelli Cameron, 1902
- Pompilus capitatus Fabricius, 1804
- Pompilus caryatis Cameron, 1902
- Pompilus cellularis Cameron
- Pompilus certator Nurse, 1902
- Pompilus chacoensis Schulz, 1906
- Pompilus chalybeatus Dahlbom, 1843
- Pompilus cinereus - Grijze spinnendoder (Fabricius, 1775)
- Pompilus clavipes Dahlbom, 1829
- Pompilus clypeatus Dahlbom, 1829
- Pompilus compressus Spinola, 1841
- Pompilus conformis Smith, 1860
- Pompilus consanguineus Smith, 1873
- Pompilus contortus Smith, 1858
- Pompilus coriarius Taschenberg, 1869
- Pompilus correntinus Holmberg, 1881
- Pompilus cosmiopterus Cameron, 1912
- Pompilus costae Magretti, 1886
- Pompilus cruentus (Fabricius, 1798)
- Pompilus curtus Dalla Torre, 1897
- Pompilus cyphonotus Morawitz, 1890
- Pompilus decoratus Saussure, 1891
- Pompilus deesae Cameron, 1902
- Pompilus dehliensis Cameron, 1891
- Pompilus deperditus Bingham, 1898
- Pompilus depredator Smith, 1860
- Pompilus detectus Smith, 1873
- Pompilus dimidiatus Dahlbom, 1845
- Pompilus dispilotus Spinola, 1851
- Pompilus enigma Spinola, 1838
- Pompilus ephippiger Smith, 1855
- Pompilus equestris Morawitz, 1889
- Pompilus ericetorum Lepeletier, 1845
- Pompilus erraticus Dahlbom, 1843
- Pompilus erythrus Smith, 1855
- Pompilus falco Dalla Torre, 1897
- Pompilus fallax Saussure, 1891
- Pompilus falvus Fabricius, 1804
- Pompilus familiaris Smith, 1879
- Pompilus farinosus Smith, 1855
- Pompilus fasciatellus Dalla Torre, 1897
- Pompilus fasciatus (Bingham, 1890)
- Pompilus ferrugineus Dahlbom, 1843
- Pompilus fissus Aurivillius, 1907
- Pompilus flavicornis Smith, 1855
- Pompilus flavus Cresson
- Pompilus formosus (Smith, 1862)
- Pompilus francisanus Dalla Torre, 1897
- Pompilus friburgensis Taschenberg, 1869
- Pompilus frigidus Cresson
- Pompilus fulgidifrons Fox, 1897
- Pompilus fulgidipennis Smith, 1860
- Pompilus fulvus Fabricius, 1804
- Pompilus gastricus Taschenberg, 1869
- Pompilus gibbus Latreille
- Pompilus greenii (Bingham, 1890)
- Pompilus guentheri Holmberg, 1881
- Pompilus guttaticornis Arnold, 1962
- Pompilus guttatus (Fabricius, 1793)
- Pompilus haemorrhoidalis Fabricius, 1804
- Pompilus halys Cameron, 1902
- Pompilus handlirchii Radoszkowski, 1887
- Pompilus hanes Cameron, 1902
- Pompilus hanibal Kohl, 1888
- Pompilus heideri Dalla Torre, 1897
- Pompilus hempelii Fox, 1899
- Pompilus heraclides Cameron, 1902
- Pompilus hiendlmayri Kohl, 1883
- Pompilus hilli Evans, 1957
- Pompilus hirticeps Spinola
- Pompilus hirticollis Costa, 1878
- Pompilus hirtus Fabricius, 1798
- Pompilus hookeri Cameron, 1902
- Pompilus ibex (Saussure, 1891)
- Pompilus idahoensis Evans, 1966
- Pompilus ignicolor Bingham, 1896
- Pompilus iliacus Cameron, 1902
- Pompilus illiberalis Priesner, 1955
- Pompilus implacabilis Cameron, 1900
- Pompilus implicitanus Cameron, 1902
- Pompilus inauratus Smith, 1879
- Pompilus incertus Smith, 1860
- Pompilus inconspicuus Spinola, 1851
- Pompilus induratus Heer, 1850
- Pompilus innitens Walker, 1871
- Pompilus insignitus Fox, 1897
- Pompilus insularis Holmberg, 1881
- Pompilus iridialis Klug & Erichson
- Pompilus irpex Gerstaecker, 1853
- Pompilus irritabilis Smith, 1868
- Pompilus jacintoensis Evans, 1948
- Pompilus jucundus Smith, 1863
- Pompilus julius Nurse, 1903
- Pompilus kalaharicus Bischoff, 1913
- Pompilus kashmirensis Nurse, 1903
- Pompilus komarowii (Radoszkowski, 1886)
- Pompilus lachesis Magretti, 1892
- Pompilus lacteipennis Priesner, 1955
- Pompilus ladok Dalla Torre, 1897
- Pompilus laticollis Cameron, 1902
- Pompilus laufferi Junco y Reyes, 1960
- Pompilus levis Arnold, 1951
- Pompilus lindenii Lepeletier, 1845
- Pompilus luctuosus Cresson, 1865
- Pompilus lugubris Smith, 1868
- Pompilus lunatus Smith, 1855
- Pompilus lunicornis Fabricius, 1798
- Pompilus lynchii Holmberg, 1881
- Pompilus macracanthus Palma, 1869
- Pompilus maculatus Radoszkowski, 1877
- Pompilus maurus (Fabricius, 1793)
- Pompilus medius Lepeletier, 1845
- Pompilus melanochrous Cameron, 1910
- Pompilus melanophilus Walker, 1871
- Pompilus meridionalis Smith, 1855
- Pompilus michiganensis (Dreisbach, 1949)
- Pompilus microacantha Palma
- Pompilus microcephalus Kohl, 1886
- Pompilus microphthalmus Costa, 1887
- Pompilus militaris Fabricius, 1804
- Pompilus mirandus (Saussure, 1868)
- Pompilus mixtus Radoszkowski, 1881
- Pompilus mocsarii Radoszkowski, 1887
- Pompilus montarcoi Junco y Reyes, 1960
- Pompilus morio (Fabricius, 1775)
- Pompilus multifasciatus Taschenberg, 1869
- Pompilus musculus Dalla Torre, 1897
- Pompilus navarchus De-Stefani, 1889
- Pompilus neglectus Wesmael
- Pompilus niger Dahlbom
- Pompilus nigripes (Fabricius, 1793)
- Pompilus nigrocoeruleus Smith, 1860
- Pompilus niveofasciatus Spinola, 1851
- Pompilus niveus Saunders, 1901
- Pompilus nudatus Smith, 1855
- Pompilus nudipennis Smith, 1855
- Pompilus nugador Evans, 1968
- Pompilus obscurus Dahlbom, 1845
- Pompilus occidentalis (Dreisbach, 1950)
- Pompilus oenochrous Schulz, 1906
- Pompilus olivieri Lepeletier, 1845
- Pompilus opimus Kohl, 1886
- Pompilus orbitalis Cresson, 1865
- Pompilus ornatipennis Smith, 1855
- Pompilus orophilus Evans, 1947
- Pompilus otomi Evans, 1953
- Pompilus pachylopus Kohl, 1886
- Pompilus pacis Evans, 1966
- Pompilus pampeanus Holmberg, 1881
- Pompilus papalis Dalla Torre, 1897
- Pompilus parmenas Cameron, 1902
- Pompilus parthenope Cameron, 1891
- Pompilus parvulus (Banks, 1912)
- Pompilus paulinierii Guérin, 1843
- Pompilus paulus Nurse, 1902
- Pompilus pedalis Cameron, 1891
- Pompilus peleterii Guérin-Méneville, 1830
- Pompilus perfasciatus Evans, 1951
- Pompilus perlatus Costa, 1893
- Pompilus perplexus Cameron, 1891
- Pompilus perturbans Cameron, 1900
- Pompilus phoenix Evans, 1948